# Schwackaea cupheoides
Schwackaea cupheoides är en tvåhjärtbladig växtart som först beskrevs av George Bentham, och fick sitt nu gällande namn av Célestin Alfred Cogniaux. Schwackaea cupheoides ingår i släktet Schwackaea och familjen Melastomataceae. Inga underarter finns listade i Catalogue of Life.